# Fim (telessérie)
Fim é uma minissérie brasileira produzida pelo Globoplay baseada no livro de mesmo nome escrito por Fernanda Torres. A produção estreou em 25 de outubro de 2023 no serviço de streaming. 
Criada e escrita por Fernanda Torres, com supervisão de adaptação de Maria Camargo. A direção é de Andrucha Waddington e Daniela Thomas. 
Conta com as atuações de Fábio Assunção, Marjorie Estiano, Emilio Dantas, Débora Falabella, Thelmo Fernandes, Bruno Mazzeo, David Junior, Heloísa Jorge e Laila Garin nos papeis principais.

## Enredo
A trama se passa num período entre 1968 e 2012 e é dividida em quatro fases que abrangem a juventude, a maturidade e a velhice dos personagens. Ao longo das décadas, eles compartilham amores, traições, mágoas, alegrias, manias, loucuras e frustrações.

## Elenco
| Intérprete       | Personagem               |
| ---------------- | ------------------------ |
| Fábio Assunção   | Ciro Alcântara de Moraes |
| Marjorie Estiano | Ruth Alcântara           |
| Emilio Dantas    | Marco Ribeiro            |
| Débora Falabella | Irene                    |
| Bruno Mazzeo     | Silvio                   |
| Thelmo Fernandes | Álvaro                   |
| David Junior     | Neto                     |
| Heloísa Jorge    | Célia                    |
| Laila Garin      | Norma                    |
| Fernanda Torres  | Celeste Ribeiro          |
| João Vitor Silva | Inácio                   |
| Javier Drolas    | Padre Graça              |

### Participações especiais
| Intérprete          | Personagem   |
| ------------------- | ------------ |
| Valentina Herszage  | Maria Clara  |
| Zezé Motta          | Dona Neusa   |
| Ary Fontoura        | Seu Vitor    |
| Samuel Melo         | Murilo       |
| Stepan Nercessian   | Sampaio      |
| Giovanna Rispoli    | Sandra       |
| Amanda de Godoi     | Nina         |
| Guilhermina Libanio | Cinira       |
| Marcos Pasquim      | Jairo        |
| Othon Bastos        | Padre Marcos |
| Lara Tremouroux     | Rita         |
| Viviane Santos      | Dalva        |
| Mayana Neiva        | Milena       |
| João Fenerich       | Carlos       |
| Marina Provenzzano  | Brites       |
| Joelson Medeiros    | Júlio        |
| Pedro Nercessian    | Ricardinho   |
| Tainá Medina        | Suzana       |
| Joaquim Waddington  | João         |
| Márcio Regaleira    | Juliano      |

## Produção
Em agosto de 2018, a série foi mencionada pela primeira vez na imprensa. Foi em novembro daquele ano que os primeiros nomes começaram a surgir, com Otávio Müller sendo convidado para Fim, microssérie da Globo. No entanto, as negociações não avançaram.
Em 2019, os boatos sobre a série voltaram a circular. Na época, estava tudo certo para Marjorie Estiano participar de O Selvagem da Ópera, minissérie de Maria Adelaide Amaral sobre Carlos Gomes, mas a atriz deixou o elenco para protagonizar Fim, tornando-se o primeiro nome confirmado no projeto. Ainda em negociações para a segunda temporada de Filhos da Pátria, Bruno Mazzeo foi escalado para o elenco.
No início de 2020, Valentina Herszage, recém-saída da minissérie  Hebe, e David Junior, que ainda estava no ar com Bom Sucesso, foram confirmados no elenco.  Logo em seguida, Zezé Motta e Alessandra Negrini também foram escaladas para a produção.  Fábio Assunção assumiu o papel de Ciro, o protagonista, chegando a iniciar a preparação para o papel e perdendo 27 quilos.  Já no ar com Todas as Mulheres do Mundo, Emilio Dantas também foi confirmado na série.
Em abril de 2020, Fim já estava na segunda semana de gravações quando os trabalhos foram suspensos devido à pandemia de COVID-19, levando ao adiamento da produção para 2021.  No entanto, após sucessivos adiamentos, a equipe da série finalmente agendou o retorno das gravações para março de 2022.
Devido aos atrasos, Alessandra Negrini deixou a produção por um conflito de agendas entre a série do Globoplay e as gravações de Cidade Invisível, sendo substituída por Débora Falabella no papel de Irene. 

## Prêmios e indicações
| Ano  | Premiação                                            | Categoria                                   | Indicação | Resultado | Ref.          |
| ---- | ---------------------------------------------------- | ------------------------------------------- | --- | --------- | ------------- |
| 2023 | Prêmio APCA de Televisão                             | Série – Ficção                              | Fernanda Torres                                                                                               | Indicada  | [ 20 ]        |
| 2023 | Prêmio APCA de Televisão                             | Melhor Ator                                 | Bruno Mazzeo                                                                                                  | Indicado  | [ 20 ]        |
| 2023 | Prêmio APCA de Televisão                             | Melhor Atriz                                | Marjorie Estiano                                                                                              | Indicada  | [ 20 ]        |
| 2024 | Prêmio ABC (Associação Brasileira de Cinematografia) | Melhor Direção de Fotografia de Série de TV | Fernando Young, ABC, Lula Cerri, ABC e Paulo Brakarz                                                          | Indicado  | [ 21 ]        |
| 2024 | Prêmio ABC (Associação Brasileira de Cinematografia) | Melhor Som de Série de TV                   | Jorge Saldanha, ABC, Gabriela Bervian, Pedro Saldanha, Alessandro Laroca, Guilherme Marinho e Eduardo Virmond | Indicado  | [ 21 ]        |
| 2024 | Prêmio Grande Otelo do Cinema Brasileiro             | Melhor Série de Ficção                      | Fernanda Torres                                                                                               | Indicado  | [ 22 ]        |
| 2024 | Prêmio Grande Otelo do Cinema Brasileiro             | Melhor Ator de Série de Ficção              | Bruno Mazzeo                                                                                                  | Indicado  | [ 22 ]        |
| 2024 | Prêmio Grande Otelo do Cinema Brasileiro             | Melhor Ator de Série de Ficção              | Fábio Assunção                                                                                                | Indicado  | [ 22 ]        |
| 2024 | Prêmio Grande Otelo do Cinema Brasileiro             | Melhor Atriz de Série de Ficção             | Marjorie Estiano                                                                                              | Indicado  | [ 22 ]        |
| 2024 | Melhores do Ano                                      | Série do Ano                                | Fernanda Torres                                                                                               | Indicada  | [ 23 ]        |
| 2024 | Melhores do Ano                                      | Melhor Atriz de Série                       | Marjorie Estiano                                                                                              | Venceu    | [ 23 ]        |
| 2024 | SEC Awards                                           | Série Nacional do Ano                       | Fim | Indicado  | [ 24 ] [ 25 ] |
| 2024 | SEC Awards                                           | Melhor Atriz em Série Nacional              | Marjorie Estiano                                                                                              | Indicada  | [ 24 ] [ 25 ] |